# Dexter McDonald
Dexter McDonald (* 30. November 1991 in Kansas City, Missouri) ist ein ehemaliger US-amerikanischer American-Football-Spieler. Er spielte auf der Position des Cornerbacks die Oakland Raiders in der National Football League (NFL).

## College
2010 ging er erstmals auf die University of Kansas, absolvierte aber erstmal ein Redshirt-Jahr, ehe er 2011 anfing für die Footballmannschaft der Universität zu spielen. In dieser Saison spielte er in sieben Spielen und machte 17 Tackles. 2012 besuchte er für ein Jahr das Butler Community College, wo er für dessen Footballteam fünf Spiele spielte, in denen er fünf Tackles, eine Interception und einen Sack erzielte. Ab 2013 besuchte er wieder die University of Kansas. Dort wurde er zum Starter und spielte in allen zwölf Spielen, in denen er zwei Interceptions und 29 Tackles erzielte. Auch 2014 spielte er in allen zwölf Spielen als Starter. Er beendete die letzte Saison seiner College-Football-Karriere mit zwei Interceptions.

## NFL
McDonald wurde im NFL Draft 2015 als 242. Spieler in der siebten Runde von den Oakland Raiders ausgewählt. Am 26. Mai 2015 unterschrieb er einen Vertrag über vier Jahre, in denen er ein Basisgehalt von 449.213 US-Dollar im Jahr erhielt. Während seiner ersten beiden Saisons kam er nur wenig zum Einsatz und spielte insgesamt in nur sechs Spielen. 2017 änderte sich das jedoch. Mit Ausnahme von einem wirkte er in allen Spielen mit und startete sogar mehrfach. Am Ende der Saison hatte er acht Pässe verteidigt und einen Fumble erzwungen. Am 3. September 2018 platzierten die Raiders McDonald wegen einer Knöchelverletzung auf der Injured Reserve List.